# Let’s Move
Let’s Move! ist der Name einer Initiative gegen Adipositas bei Kindern in den USA, die von der First Lady Michelle Obama im Februar 2010 initiiert wurde.
Let’s Move! hat sich als Ziel gesetzt, das Problem von Kinder-Adipositas innerhalb einer Generation zu lösen und diese bis 2030 wieder auf 5 % zurückzudrängen, was dem Anteil von 1970 entspricht. Zur Unterstützung rief Präsident Obama die erste Taskforce zu diesem Thema ins Leben. Aufgerufen sind Eltern, Politiker, Ärzte, Organisationen und Vereine genauso wie Unternehmen. Das Leitziel lautet sinngemäß: „Für eine gesunde und glückliche Zukunft unserer Kinder!“ Inzwischen habe sich Let’s Move! von einer Kampagne zu einer landesweiten Bewegung entwickelt.

## Adipositas
In den Jahren 2007 bis 2008 waren in den USA 31,7 % der Kinder von zwei bis neunzehn Jahren übergewichtig oder fettleibig. Übergewicht kann zu verschiedenen Krankheiten führen, die kostenintensive Behandlungen nach sich ziehen. In den USA sterben jährlich knapp 112.000 Menschen an Folgen von Adipositas, gut 84.000 davon jünger als 70 Jahre.

## The White House Task Force on Childhood Obesity
Die White House Task Force on Childhood Obesity arbeitete einen ressortübergreifenden Plan aus zur Ausarbeitung koordinierter Strategien, der Identifizierung von Schlüsselproblemen und mit dem Entwurf eines Handlungsplans.
Die Handlungsstrategie wurde unter Mitarbeit des Landwirtschafts-, Verteidigungs-, Bildungs-, Gesundheits-, Innen-, Justiz- und Verkehrsministeriums sowie des Ministeriums für Wohnen und Städteplanung, des Umweltschutzbüros, der Eidgenössischen Kommission für Kommunikation, der Bundeshandelskommission der USA und der Corporation for National and Community Service entwickelt. Bei der Verwirklichung ihrer Vorschläge arbeitet die White House Task Force eng mit der Präsidentengattin Michelle Obama zusammen.

## Problembereiche und Lösungsansätze
Die White House Task Force on Childhood Obesity untersuchte die vier Hauptbereiche des Problems, die schon in der Let’s-Move!-Kampagne thematisiert wurden: Hilfestellungen für Eltern und Betreuungspersonen, Gesundes Essen in Schulen, Zugang zu gesundem bezahlbarem Essen, Steigerung von sportlichen Aktivitäten; das ergänzte sie noch um die frühe Kindheit.

## Hilfestellungen für Eltern und Betreuungspersonen
Let’s Move! stellt Fünf-Stufen-Pläne bereit für Eltern, Schulen, Bürgermeister und Angestellte, Gemeindeleiter, Köche, Kinder und Gesundheitsdienstleister.
Der Plan für die Eltern beinhaltet beispielsweise Problembeschreibung und Vorschläge zur Umsetzung für folgende Stufen:
1. Gesunde Imbisse
2. Körperliche Aktivität als Teil der Familien-Routine
3. Planung von gesunden Mahlzeiten
4. Ersatz von Fernsehzeit durch körperliche Aktivität
5. Organisation eines Gesundheitsteams an der Schule.

Um es aber für die neue Generation heranwachsender Kinder gar nicht erst zu Übergewicht kommen zu lassen, hat Let’s Move! die Initiative Let’s Move! Child Care gestartet, durch welche Betreuungspersonen mit einer sehr einfachen Checkliste versorgt werden, so dass die Grundlage für ein gesundes Leben ohne große Mühen gelegt werden kann. Auch hier wird ein Fünf-Stufen-Plan zur Verfügung gestellt, sie können einfach in den Alltag integriert werden, ohne dass sie große Mühen oder Kosten mit sich bringen:
1. Ein bis zwei Stunden Bewegung täglich für Kinder.
2. Limitierung der Fernsehzeit für alle Kinder, vollständiges Fernsehverbot für Kinder unter zwei Jahren.
3. Servieren einer Obst- oder Gemüsesorte bei jeder Mahlzeit und jedem Snack.
4. Nur Servieren von Wasser, fettarmer Milch oder hundertprozentigem Fruchtsaft ohne künstliche Zusätze als Getränke.
5. Unterstützung von Müttern, die ihren Kindern die Brust geben wollen, und die Möglichkeit, ihre Milch in die Betreuungseinrichtungen bringen zu können.

Mit diesem Aktionsplan werden nach Angabe des amerikanischen Verteidigungsministeriums alle eigenen Kinderbetreuungseinrichtungen mit Let’s Move! Child Care erreicht mit mehr als 200.000 Kindern täglich. Head Start regt an, sich an den Zielen von Let’s Move! Child Care zu orientieren, auch die General Services Administration meldete ihre Betreuungseinrichtungen mit 10.000 Kindern an. Bürgermeister, deren Städte bei Let’s Move! Cities Towns & Counties angemeldet sind, stimmen die Einrichtungen ihrer Städte auf das Programm ein. Der private Anbieter für Kinderbetreuung Bright Horizons meldete 600 seiner Einrichtungen für Let’s Move! Child Care an. Inzwischen sind mehr als 10.000 Kinderbetreuungseinrichtungen beigetreten.
Der Presidential Active Lifestyle Award („Auszeichnung durch den Präsidenten für einen aktiven Lebensstil“) wurde gestiftet, bei dem eine bestimmte Zeitspanne regelmäßiger sportlicher Betätigung Voraussetzung ist, einen PALA zu erhalten. Bei PALA+ gibt es zusätzliche Ernährungsziele, die man aus einer Anzahl von Möglichkeiten auswählen und auf eine vegetarische oder vegane Lebensführung oder andere Diäten einrichten kann. Bis Oktober 2011 waren bereits 1,7 Millionen PALAs ausgegeben worden.

## Gesundes Essen in Schulen
Die White House Task Force on Childhood Obesity empfiehlt, in der Bildung über die Bedeutung von Zuordnungen wie „fettarm“ aufzuklären und die Schüler in die Entscheidung über die Menüs der Schulverpflegung miteinzubeziehen. Während die meisten Schulküchen staatlichen Standards unterliegen, sollen weitere Bemühungen darauf gerichtet sein, den Inhalt der Snackautomaten gesunden Maßstäben anzupassen. Zu diesem Zweck rief Let’s Move! das Programm Chefs Move to School ins Leben, bei dem professionelle Köche die Schulen bei der Zusammenstellung der Menüs und Zutaten unterstützen. Das Ziel ist, dass jede Schule in den Vereinigten Staaten einen Koch als Partner und Berater hat.
Das Programm Let’s Move! Museums and Gardens soll Wege finden, Bewegung und gesunde Ernährung den Kindern nahezubringen. So soll in den Schulmensen über die Mahlzeiten aufgeklärt werden. Das Programm Let's Move! Healthy Schools arbeitet daran, Fritteusen durch Dampfgarer und Backöfen zu ersetzen, mehr Obst, Gemüse und Vollkorn zu servieren und die Süßigkeiten in den Snackmaschinen durch gesunde Alternativen zu ersetzen.

## Zugang zu gesundem bezahlbarem Essen
Weitere Bemühungen gelten der „Begrünung“ von sogenannten food deserts („Lebensmittelwüsten“), also Wohngebieten mit einer mangelhaften Versorgung mit gesunden Lebensmitteln, wovon 23,5 Millionen oft einkommensschwacher Amerikaner, darunter 6,5 Millionen Kinder betroffen sind. Der Zugang zu gesunden Lebensmitteln soll vereinfacht bzw. ermöglicht werden, indem etwa Lebensmittelläden oder Bauernmärkte unterstützt werden, sich in diesen Vierteln zu etablieren. Gemüse soll in Gemeindegärten und Hinterhöfen angebaut werden. Dazu sollen neue Nahrungsmittel entwickelt werden, die sowohl anziehend für die Käufer als auch gesund sind. Durch die Etablierung neuer Geschäfte sollen außerdem neue Arbeitsplätze geschaffen werden, was gerade für die ärmeren Gegenden einen weiteren wichtigen Schritt bei der Neugestaltung und Weiterentwicklung ihrer Viertel bedeutet.
Gesunde Nahrung soll verbilligt und – wie von einigen Staaten bereits in die Tat umgesetzt – energiereiche nährstoffarme Lebensmittel wie Süßigkeiten und Soft Drinks höher besteuert werden. Teilweise werden gesunde Lebensmittel, insbesondere Obst und Gemüse, subventioniert. Federal nutrition assistance programs („Bundes-Ernährungs-Hilfs-Programme“) helfen ärmeren Familien, Zugang zu ausreichend nährstoffreichen Mahlzeiten zu haben.
Es wurde eine Organisation ins Leben gerufen, deren Aufgabe in erster Linie darin liegt, mit dem privaten Sektor zusammenzuarbeiten um das Problem der Kinder-Adipositas in Amerika zu lösen, die Partnership for a Healthier America („Partnerschaft für ein gesünderes Amerika“). Unternehmen, die sich verpflichtet haben, mit der PHA zusammenzuarbeiten, werden jedes Jahr von der PHA überprüft und die Ergebnisse über die zugesagten Fortschritte werden öffentlich berichtet. Walmart hat beispielsweise zugesagt, bis 2016 landesweit 275 bis 300 Geschäfte zu bauen oder zu erweitern, wodurch 800.000 Menschen in Regionen mit schlechtem Zugang zu Lebensmittelläden erreicht werden sollen. Des Weiteren verpflichtete sich diese Kette, Produkte mit geringerem Zucker-, Salz, und Fettgehalt zu verkaufen, und die Preise für gesunde Produkte wie frisches Obst und Gemüse zu senken. Walgreens hat die Absicht, bis 2016 mindestens 1000 Geschäfte landesweit auszuweiten, wodurch 4.785.000 Personen in food deserts erreicht werden sollen. Insgesamt sollen bis 2016 circa 9,6 Millionen Menschen in diesen Gegenden mit gesundem, bezahlbarem Essen versorgt werden. Die Healthy Food Financing Initiative (“Initiative zur Finanzierung von gesunder Ernährung”) der Regierung ihrerseits stellt Hunderte von Millionen Dollar zur Verfügung, um Projekte zu fördern, die den Zugang zu gesunden Nahrungsmitteln in food deserts verbessern. Weitere Hunderte Millionen Dollar sollen durch Unternehmen und gemeinnützige Organisationen aufgebracht werden. Auch viele Restaurants überarbeiten ihre Kindermenüs, so dass sie gesünder und ausbalancierter werden.
Bis 2013 sind Träger von rund 550 Krankenhäusern und Gesundheitszentren der Hospital Healthy Food Initiative (“Initiative für gesundes Essen in Krankenhäusern”) der PHA beigetreten und haben sich damit verpflichtet, gesünderes Essen mit geringerer Nahrungsenergie und mehr frischem Obst und Gemüse zu servieren.

## Steigerung von sportlicher Aktivität
Das Programm Let’s Move! Active Schools gegen die Verminderung von Sport in Schulen unterstützt sportliche Aktivitäten. Mit der Hilfe von Let’s Move! Active Schools werden Möglichkeiten aufgezeigt, den Schülern jeden Tag den ganzen Tag hindurch verschiedene sportliche Aktivitäten vor dem Unterricht, zwischen Unterrichtseinheiten, und nach dem Unterricht anzubieten. Mit der Hilfe von Sponsoren wie Nike wird auch finanzielle und technische Unterstützung ermöglicht, um Sportgeräte, -orte, und -lehrer zu finanzieren und zu trainieren. Um den Gemeinden dabei zu helfen, die Probleme aktiv anzugehen, die zu Kinderfettleibigkeit führen, rief Let’s Move! die Programme Let’s Move! Cities, Towns & Counties und Let’s Move! Faith & Communities ins Leben. Letzteres zielt insbesondere darauf ab, die Menschen durch ihre Glaubensstätten zu erreichen. Mehrere Glaubensgemeinschaften nehmen an dieser Initiative teil. Insgesamt haben die Mitglieder von Let’s Move! Faith & Communities bis Anfang 2012 Millionen von gesunden Mahlzeiten für bedürftige Kinder gesponsert und sind zusammen mehr als 4,5 Millionen Kilometer gelaufen, um sich sportlich zu betätigen. In manchen Gemeinden ist durch die verschiedenen Ansätze innerhalb von nur drei Jahren die Kinder-Adipositas bereits um 30 % zurückgegangen. Diese Gemeinden liegen vor allem in Mississippi, dem bisher erfolgreichsten Bundesstaat mit der höchsten Adipositasrate der USA.

## Unterstützung
Neben verschiedenen Partnern von Let’s Move unterstützen weitere Unternehmen, Stars und Verbände als Sponsoren die Bewegung.